# احمدآباد (دیر)
خرگونه (احمدآباد)، روستایی است از توابع بخش آبدان در شهرستان دیر استان بوشهر ایران.

## جمعیت
این روستا در دهستان آبدان قرار دارد و بر اساس سرشماری سال ۱۳۸۵ جمعیت آن (۱۳ خانوار) ۹۴ نفر است.
این روستا دارای مدرسه دبستانی ۵ کلاسه است.
شغل اصلی مردم روستا کشاورزی و دامپروری است. این روستا یکی از مراکز اصلی دامپروری شهرستان دیر محسوب می‌شود و بیشتر بز، گوسفند و گاو پرورش می‌دهند.
این روستا دارای آثار باستانی زیادی می‌باشد که نشانه‌ایی از قدمت تاریخی آن می‌باشد تعدادی از این آثار کهن عبارتند: از چاه رمیله، کلات منکلی، قلعه شیرین، قلعه کلاتو و … .
بعضی نام آن را برگرفته از خرگه به معنی خیمه‌گاه می‌دانند.